# Варфоломеев, Леонард Иванович
Леона́рд Ива́нович Варфоломе́ев (28 декабря 1936, Челябинск — 17 сентября 2010, Челябинск) — советский и российский актёр, артист Челябинского государственного академического театра драмы имени Наума Орлова, народный артист России (1996).

## Биография
В 1960 году окончил Московский государственный институт театрального искусства им. Луначарского. Работал в Московском драматическом театре имени А. С. Пушкина. В 1962 г. поступил в Челябинский театр драмы им. С. М. Цвиллинга, затем перешёл в театр «Красный факел» (Новосибирск), где проработал с 1963 по 1968 год. С 1968 гг. — артист Челябинского государственного академического театра драмы.
Сыграл более сотни ролей в театре и десятка два в кино. Среди ролей: Вэл в пьесе Т. Уильямса «Орфей спускается в ад», Егор Булычёв в пьесе «Егор Булычёв и другие» М. Горького, Ванюшин в «Детях Ванюшина» С. Найдёнова, синьора Монтекки в спектакле «Чума на оба ваши дома» Г. Горина. В последние годы играл в спектаклях «Поминальная молитва», «Вишнёвый сад», «Зелёная зона».
Скончался 17 сентября 2010 года. Похоронен на Аллее почётных горожан Успенского кладбища в г. Челябинске.

## Театральные работы
- 60-е годы:
  - «Человек и глобус» В. Лаврентьева (Охотин)
  - «Конармия» И. Бабеля (Маяковский)
  - «Дуэль» М. Байджиева (Азиз)
  - «Орфей спускается в ад» Т. Уильямса (Вэл)
  - «Дети Ванюшина» С. Найдёнова (Константин)
  - «Село Степанчиково и его обитатели» Ф. Достоевского (Ростанев).
- 70-е годы:
  - «Варвары» М. Горького (Черкун)
  - «Все мы люди» П. Демидова (Егоров)
  - «Лгунья» М. Мейо и М. Эннекена (Вильям Гарри-Сон)
  - «Долги наши» Э. Володарского (Крутов)
  - «Пять вечеров» А. Володина (Ильин)
  - «Алена Арзамасская» К. Скворцова (Федор)
  - «Антоний и Клеопатра» В. Шекспира (Антоний)
  - «Случай в метро» Н. Бфэра (Арнольд)
  - «Сталевары» Г. Бокарева (Виктор Лагутин)
  - «Энергичные люди» В. Шукшина (Курносый)
  - «Тиль» Г. Горина (Тиль)
  - «Западня» Э. Золя (Лантье)
  - «Иванов» А.Чехова (Лебедев)
  - «У времени в плену» А. Штейна (Сысоев)
  - «Мария» А. Салынского (Алексей)
  - «Валентин и Валентин» М. Рощина (Гусев)
  - «Другая» С. Алёшина (Глеб Иванович)
  - «Царь Юрий» В. Соловьева (Болотников)
  - «Таблетку под язык» А. Макаёнка (Ломтев)
  - «С любовью не шутят» П. Кальдерона (Дон Алонсо)
  - «Протокол одного заседания» А. Гельмана (Батарцев)
  - «Бал манекенов» Б. Ясенского (Левазен)
  - «Баня» В. Маяковского (Победоносиков)
  - «Беседы при ясной луне» В. Шукшина (Поп)
  - «Егор Булычёв и другие» М. Горького (Булычёв)
  - «Отечество мы не меняем» К. Скворцова (Павел Аносов)
  - «Отелло» В. Шекспира (Отелло).
- 80-е годы:
  - «Наедине со всеми» А. Гельмана (Андрей Голубев)
  - «Гнездо Глухаря» В. Розова (Судаков)
  - «Девушка с ребенком» А. Яковлева (Прибылев)
  - «Жестокие игры» А. Арбузова (Константин)
  - «Любовь Яровая» К. Тренёва (Грозной)
  - «Маленькие лисы» (Л. Хеллман)
  - «Чайка» А. Чехова (Шамраев)
  - «Цилиндр» Э. Де Филипа (Атталио)
  - «Серебряная свадьба» А. Мишарина (Важнов)
  - «Король Лир» В. Шекспира (Граф Кент)
  - «Пока есть музыка и память» К. Скворцова (Курчатов)
  - «Лес» А. Островского (Несчастливцев)
  - «Брестский мир» М. Шатрова (Горький)
  - «Беглая студентка» А. Салынского (Тутома)
  - «Хищники» А. Писемского (Варнуха)
  - «Ночные забавы» В. Мережко (Андрющенко)
  - «Иосиф Швейк против Франца Иосифа» А. Гашека (Фишер).
- 90-е годы:
  - «Какой грандиозный бардак» Э. Ионеско (Русский князь-эмигрант)
  - «Царь Федор Иоанович» А. Толстого (Князь Шуйский)
  - «Дети Ванюшина» С. Найдёнова (Ванюшин)
  - «Провинциальные анекдоты» А. Вампилова (Анчугин).
  - «На всякого мудреца довольно простоты» (Мамаев) (1995)
  - «Идеальный муж» О. Уайльда (граф Кавершем) (1996),
  - «Чума на оба ваши дома…» Г. Горина (сеньор Монтекки) (1998).
- 2000-е годы:
  - «Визит дамы» Ф. Дюрренматта (Бургомистр) (2001)
  - «Без вины виноваты» А. Островского (Шмага) (2001)
  - «Театр или Шум за сценой» М. Фрейна (Селздон) (2002)
  - «Король забавляется» В. Гюго (Де Сен Валье) (2004)
  - «Зелёная зона» М. Зуева (Владислав Павлович) (2006).
  - «Поминальная молитва» Г. Горина (Лейзер-Волф) (2009).

## Работы в кино
- 1975 — Воздухоплаватель — Иван Михайлович Заикин
- 1976 — Меня ждут на Земле
- 1979 — Прогулка, достойная мужчин
- 1979 — Так и будет
- 1980 — Личной безопасности не гарантирую… — секретарь райкома
- 1981 — Мужики! — Роман Гаврилович
- 1985 — Чужие здесь не ходят — бакенщик Пётр Лаврентьевич Даев
- 1988 — ЧП районного масштаба — Ковалевский
- 1989 — Закон
- 1990 — Адвокат (Убийство на Монастырских прудах) — полковник милиции Афанасий Сергеевич Кузьмичёв
- 1991 — Действуй, Маня! — ресторатор
- 1991 — Невозвращенец
- 1993 — Бездна, круг седьмой — Степан Матвеевич
- 2003 — Челябумбия — Николай Остапович

## Награды и звания
- Заслуженный артист РСФСР (1976)
- Народный артист Российской Федерации (1996)
- Орден Дружбы (2002)
- Почётный гражданин города Челябинска (2009)